# Nomos Larisa

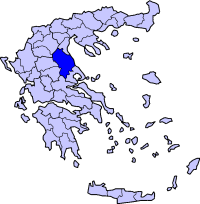
Prefektura Karditsa w Grecji

Larisa (gr. Λάρισα) – do reformy administracyjnej w 2011 roku jedna z prefektur w Grecji w regionie administracyjnym Tesalia, ze stolicą w mieście Larisa. Graniczyła od północy z prefekturami Kozani (region Macedonia Zachodnia) i Pieria (region Macedonia Środkowa), od północnego zachodu z Greweną (Macedonia Zachodnia), od zachodu z Trikalą i Karditsą (region Tesalia), od południa z Ftiotydą (Grecja Środkowa), od południowego wschodu Magnezją (Tesalia). Od wschodu prefekturę ograniczało Morze Egejskie. Powierzchnia prefektury wynosiła 5381 km², zamieszkiwało ją 282 447 osób (stan z roku 2005).
W granicach prefektury Larisa znajdował się masyw Olimpu.